# NGC 730
NGC 730 је појединачна звезда у сазвежђу Рибе која се налази на NGC листи објеката дубоког неба.
Деклинација објекта је + 5° 38' 9" а ректасцензија 1h 55m 18,0s. Привидна величина (магнитуда) објекта NGC 730 износи 14,1 а фотографска магнитуда 14,4.